# Аргун, Владимир Бесланович
Владимир Бесланович Аргун (16 мая 1991, Ткварчели, Абхазская АССР, Грузинская ССР, СССР) — российский футболист, нападающий. Чемпион Абхазии 2017 года, обладатель Суперкубка Абхазии (2011, 2016, 2017), обладатель Кубка Абхазии 2011 года. Лучший футболист Абхазии 2017 года. Победитель ConIFA World Football Cup 2006.

## Карьера
Является воспитанником сочинского ДЮСШ-7, московского ФШМ-Торпедо и СДЮШОР-Динамо. В 2008 году Аргун начал свою профессиональную карьеру в составе «Сочи-04» который выступал во втором дивизионе чемпионата России. В составе «Сочи-04» Владимир Аргун выступал один сезон и за это время сыграл в 12 матчах и забил один гол.
В 2009—2010 годах выступал за сочинскую «Жемчужину-2». В 2011 году выступал за абхазскую «Гагру». С 2013 по 2014 год выступал за «Афипс» который также выступал во втором дивизионе. В 2015 году перебрался в Узбекистан и пополнил стан команды «Коканд 1912», который вышел в высшей лиге чемпионата Узбекистана.